# Antoni Gelabert Massot
Antoni Gelabert Massot va ser un pintor mallorquí nat a Palma el 1877. Va ser considerat un dels més grans exponents del modernisme pictòric a les Illes Balears. Va viure a Deià des del 1923, i va ser enterrat en el cementiri d'aquest poble després de la seva mort el 1932.
L'obra Murada i Catedral a entrada de fosca es mostra de manera permanent al museu Es Baluard de Palma.

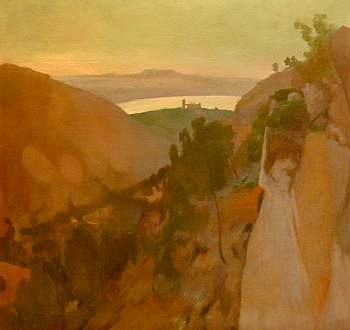
Antoni Gelabert - Badia de Palma des de Na Burguesa